# Elma (Washington)
Elma az Amerikai Egyesült Államok északnyugati részén, Washington állam Grays Harbor megyéjében elhelyezkedő város. A 2010. évi népszámlálási adatok alapján 3107 lakosa van.
Az Elmer Brown katonáról elnevezett település első lakója az 1853-ban itt letelepedő D. F. Byles volt. Elma 1888. március 22-én kapott városi rangot.
A városban négy iskola működik, melyek fenntartója az Elmai Tankerület.

## Éghajlat
A város éghajlata mediterrán (a Köppen-skála szerint Csb).
| Hónap                         | Jan.  | Feb.  | Már. | Ápr. | Máj. | Jún. | Júl. | Aug. | Szep. | Okt. | Nov.  | Dec.  | Év    |
| ----------------------------- | ----- | ----- | ---- | ---- | ---- | ---- | ---- | ---- | ----- | ---- | ----- | ----- | ----- |
| Rekord max. hőmérséklet (°C)  | 17,8  | 22,8  | 26,7 | 32,8 | 37,2 | 37,8 | 40,6 | 38,9 | 37,8  | 32,2 | 23,3  | 18,9  | 40,6  |
| Átlagos max. hőmérséklet (°C) | 8,9   | 11,1  | 13,3 | 16,7 | 19,4 | 22,2 | 25,6 | 26,1 | 23,3  | 17,2 | 11,1  | 7,8   | 16,9  |
| Átlagos min. hőmérséklet (°C) | 2,2   | 1,7   | 2,8  | 4,4  | 7,2  | 9,4  | 11,1 | 11,1 | 8,9   | 5,6  | 3,3   | 1,1   | 5,8   |
| Rekord min. hőmérséklet (°C)  | −18,0 | −15,6 | −8,9 | −5,6 | −3,9 | −0,6 | 1,1  | 1,1  | −1,7  | −8,9 | −15,6 | −16,7 | −18,0 |
| Átl. csapadékmennyiség (mm)   | 268   | 192   | 186  | 131  | 85   | 60   | 25   | 34   | 62    | 166  | 283   | 268   | 1760  |
| Forrás: The Weather Channel   |       |       |      |      |      |      |      |      |       |      |       |       |       |

## Népesség
A 2010-es népszámláláskor a városnak 3107 lakója, 1209 háztartása és 788 családja volt. A népsűrűség 470,8 fő/km2. A lakóegységek száma 1307, sűrűségük 198 db/km2. A lakosok 85,8%-a fehér, 1%-a afroamerikai, 2,6%-a indián, 2,1%-a ázsiai, 0,4%-a a Csendes-óceáni szigetekről származik, 3,2%-a egyéb, 4,9%-a pedig kettő vagy több etnikumú. A spanyol vagy latino származásúak aránya 6,6% (   )
A háztartások 34,7%-ában élt 18 évnél fiatalabb. 42,8% házas, 16,2% egyedülálló nő, 6,2% egyedülálló férfi, 34,8% pedig nem család. 27,7% egyedül élt; 11,7%-uk 65 éves vagy idősebb. Egy háztartásban átlagosan 2,53 személy élt; a családok átlagmérete 3,02 fő.
A medián életkor 36,1 év volt. A város lakóinak 25,9%-a 18 évesnél fiatalabb, 9,2% 18 és 24 év közötti, 25,4%-uk 25 és 44 év közötti, 26,6%-uk 45 és 64 év közötti, 12,9%-uk pedig 65 éves vagy idősebb. A lakosok 49,1%-a férfi, 50,9%-a pedig nő.

## Nevezetes személyek
- Marvin Harvey „Bud” Ward, golfjátékos[13]
- Lloyd Jones, politikus[14]

## Fordítás
- Ez a szócikk részben vagy egészben  az   Elma, Washington című angol Wikipédia-szócikk ezen változatának fordításán alapul.  Az eredeti cikk szerkesztőit annak laptörténete sorolja fel. Ez a jelzés csupán a megfogalmazás eredetét és a szerzői jogokat jelzi, nem szolgál a cikkben szereplő információk forrásmegjelöléseként.